# Мидлбург (Њујорк)
Мидлбург (енгл. Middleburgh) град је у америчкој савезној држави Њујорк.

## Демографија
По попису из 2010. године број становника је 1.500, што је 102 (7,3%) становника више него 2000. године.
| Група             | 2000.         | 2010.         |
| Белци             | 1.331 (95,2%) | 1.408 (93,9%) |
| Афроамериканци    | 4 (0,3%)      | 7 (0,5%)      |
| Азијати           | 3 (0,2%)      | 9 (0,6%)      |
| Хиспаноамериканци | 37 (2,6%)     | 41 (2,7%)     |
| Укупно            | 1.398         | 1.500         |